# 珠穆朗瑪峰基地營

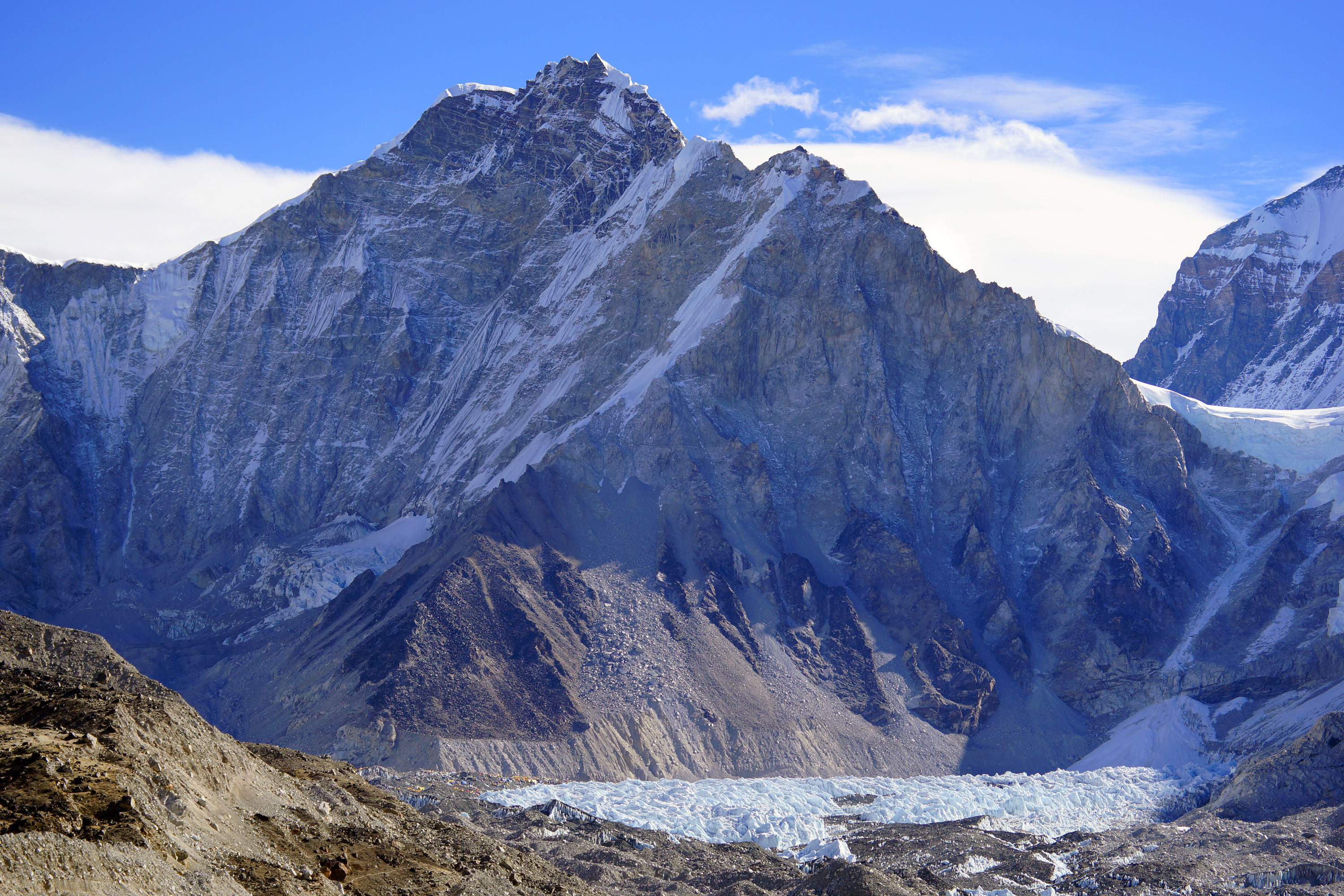
往坤布崎峰方向瞭望的尼泊爾側基地營，也就是下方彩色帳棚處

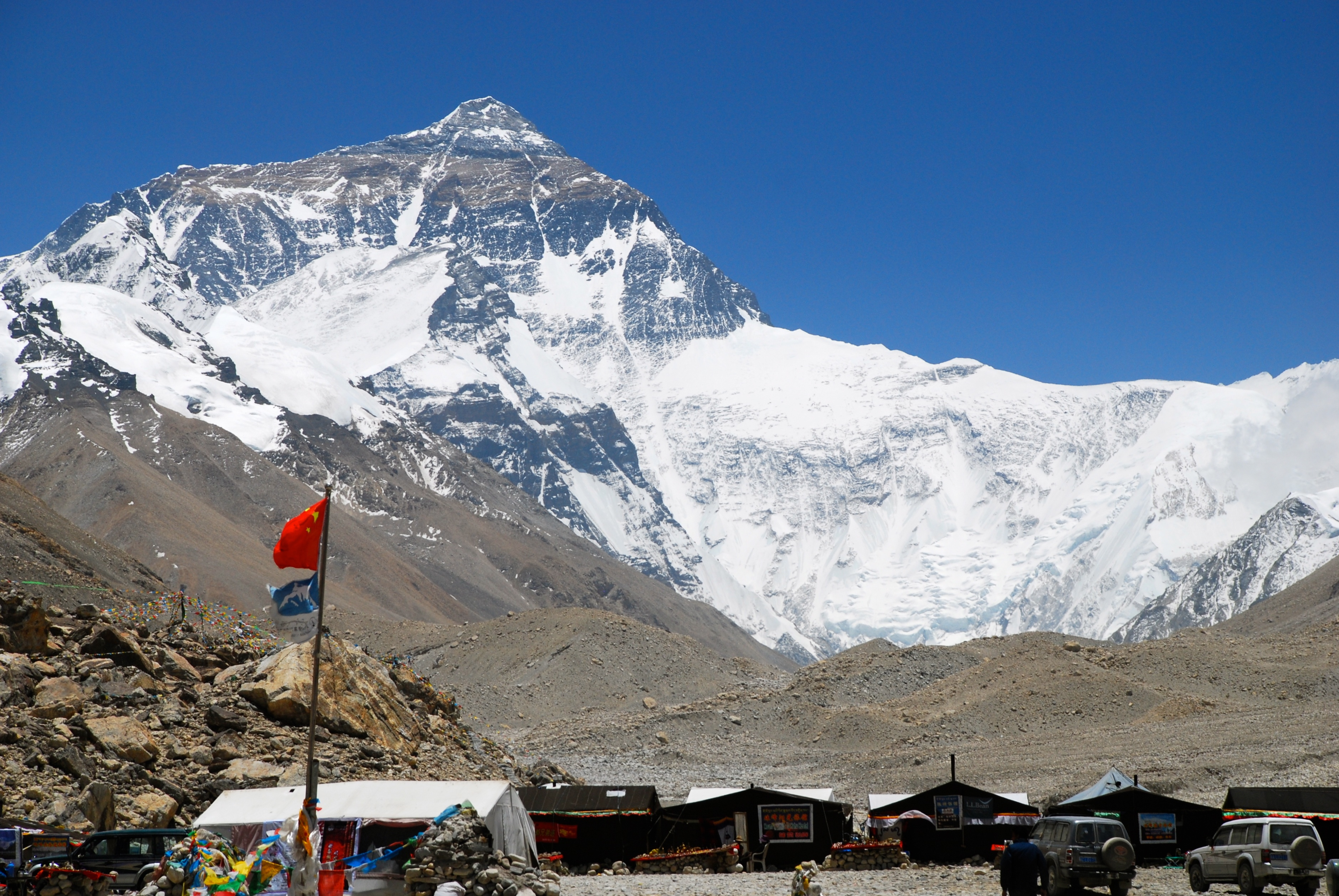
從基地營瞭望的珠穆朗瑪峰

珠穆朗瑪峰基地營（英語：Everest Base Camp），或稱珠穆朗瑪峰大本營，為珠穆朗瑪峰兩側的基地營（可以指任何一條珠峰攀登路線的基地營，但由於攀登路線已經標準化，因此較為少見）。南側的基地營位於尼泊爾，海拔5,364（17,598英尺）（28°0′26″N 86°51′34″E / 28.00722°N 86.85944°E），北側的基地營位於西藏，海拔5,150（16,900英尺）  （28°8′29″N 86°51′5″E / 28.14139°N 86.85139°E）。這些營地是登山者在攀登珠峰與下山時所使用的基礎營地。南側的基地營用於攀登東南部山脊之用，北側的基地營則是用於攀登東北部山脊之用。
南側基地營的物資是由雪巴人或搬運工運送，並以動物（通常是氂牛）作為輔助。北側基地營的物資則是以車輛運送（至少在屬於夏季的月份）。一般登山者會在基地營休整數日並進行適應，以降低高山症的風險。

## 尼泊爾境內的南側基地營

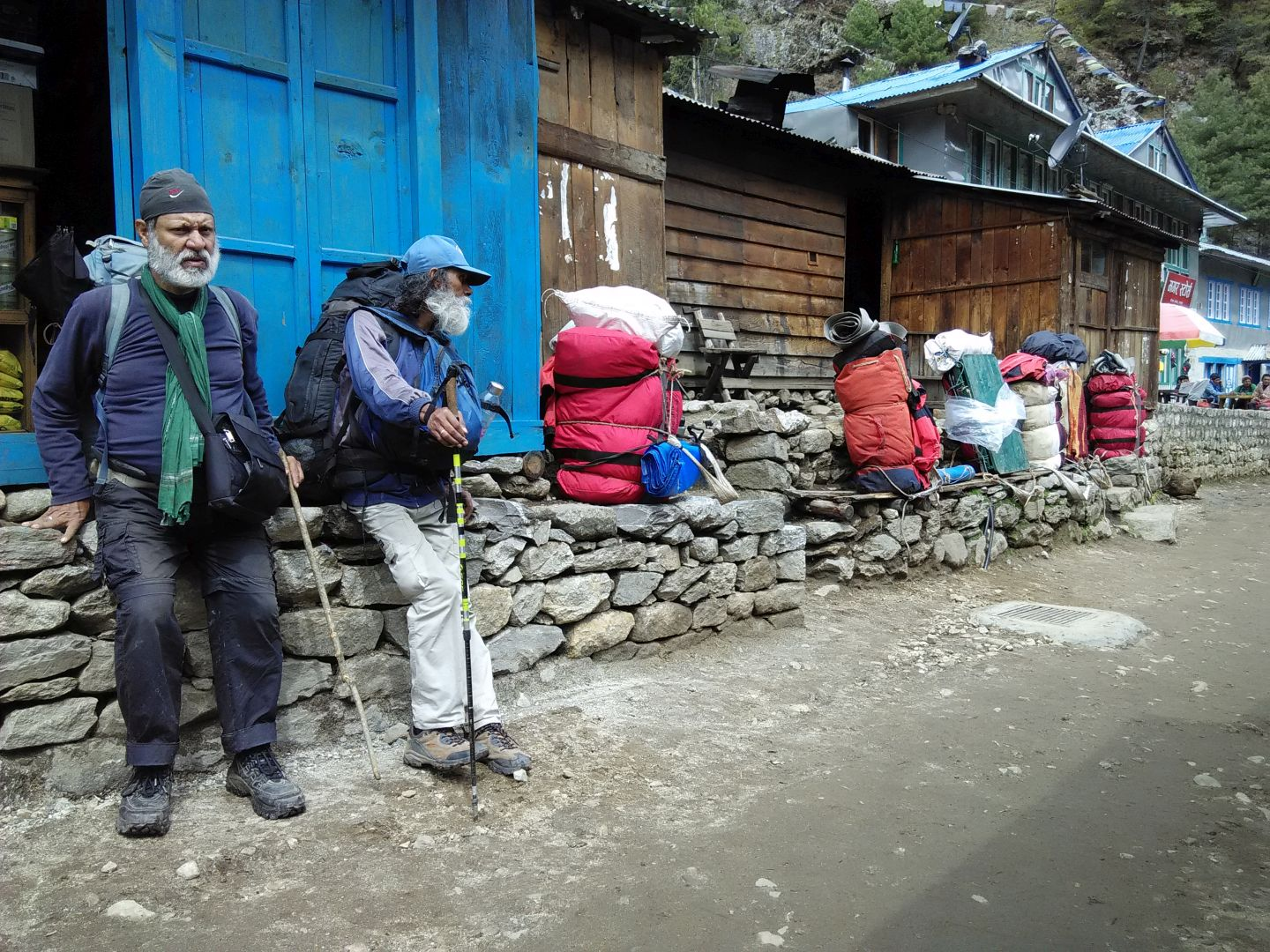
在通往珠穆朗瑪峰基地營路上做短暫休息

前往南側基地營的徒步路線，是喜馬拉雅山脈中最熱門的健行路線之一，每年約有上千人造訪這條路線。健行旅客通常會從加德滿都飛往盧克拉以節省時間與體力，並從早上開始徒步前往基地營。然而，旅客也可以徒步前往盧克拉。加德滿都至盧克拉間沒有公路，因此要運送大型與重型物資時只能用飛機。
2015年，據統計每年約4萬人次利用盧克拉機場至珠穆朗瑪峰基地營之間的徒步路線。

尼泊爾側的珠峰基地營徒步路線

登山客從盧克拉開始，可一路徒步往上至海拔3,440（11,290英尺），位於都得科西河河谷的雪巴人聚居地南崎巴札，此路途必須花大約2天時間才能抵達，為該路線所在區域的中心樞紐。一般登山客會在此處休息1日以適應環境，接著會花2天時間抵達海拔4,260（13,980英尺）的丁伯崎，並在此休息1日以適應環境。接下來的2天就會前往基地營，沿途會經過位於卡拉帕塔下方，海拔5,545（18,192英尺）的高樂雪，以及普莫里峰。
2015年4月25日，尼泊爾境內發生震级7.8级的地震，造成普莫里峰雪崩並襲擊南側基地營。據傳結果造成至少19人死亡。2週以後的5月12日，又發生了規模7.3级的第2次地震。部分前往基地營的路徑遭到損毀且需要修復。

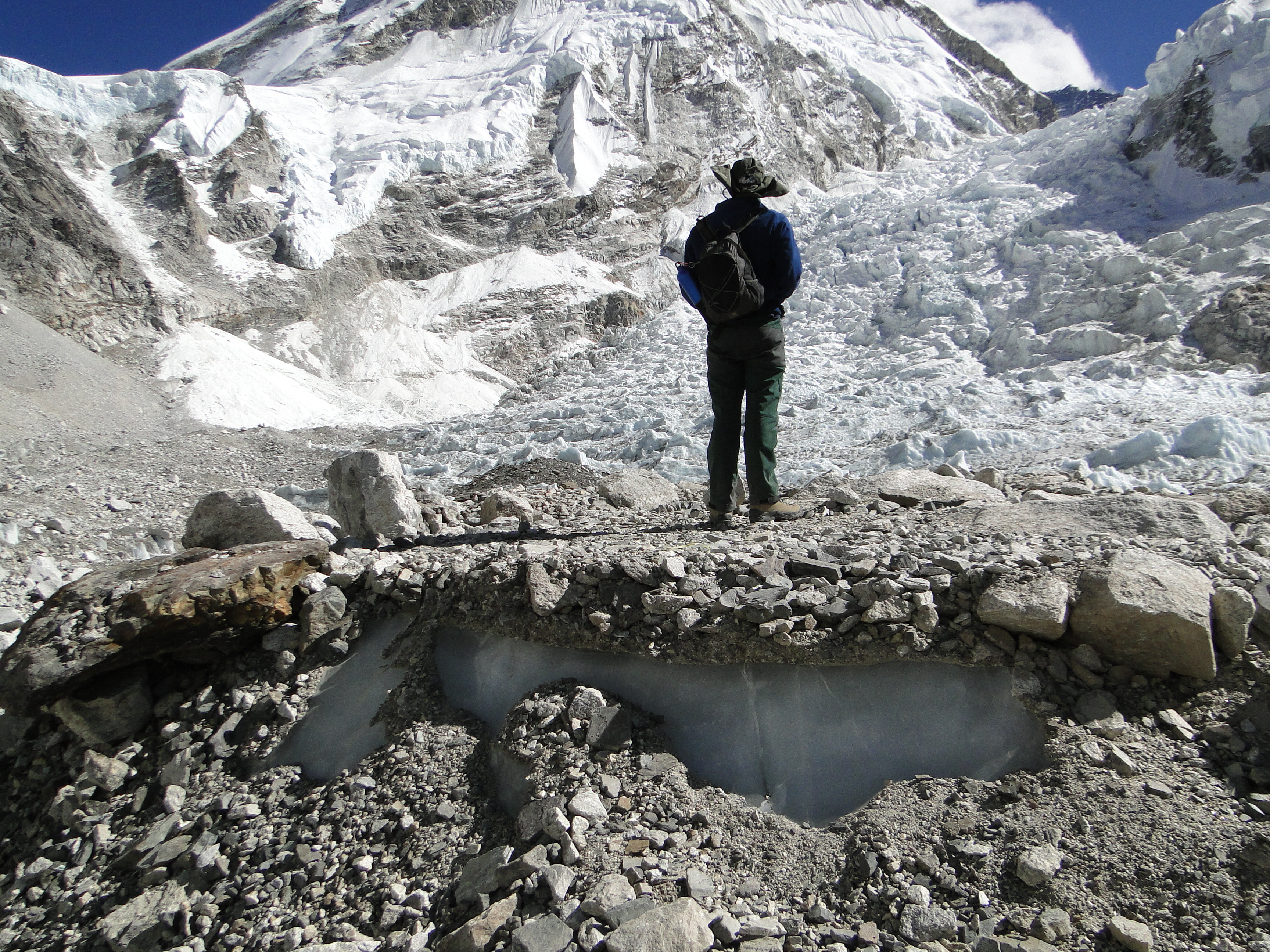
尼泊爾境內南側基地營中，位於昆布冰川的臨時帳棚平臺
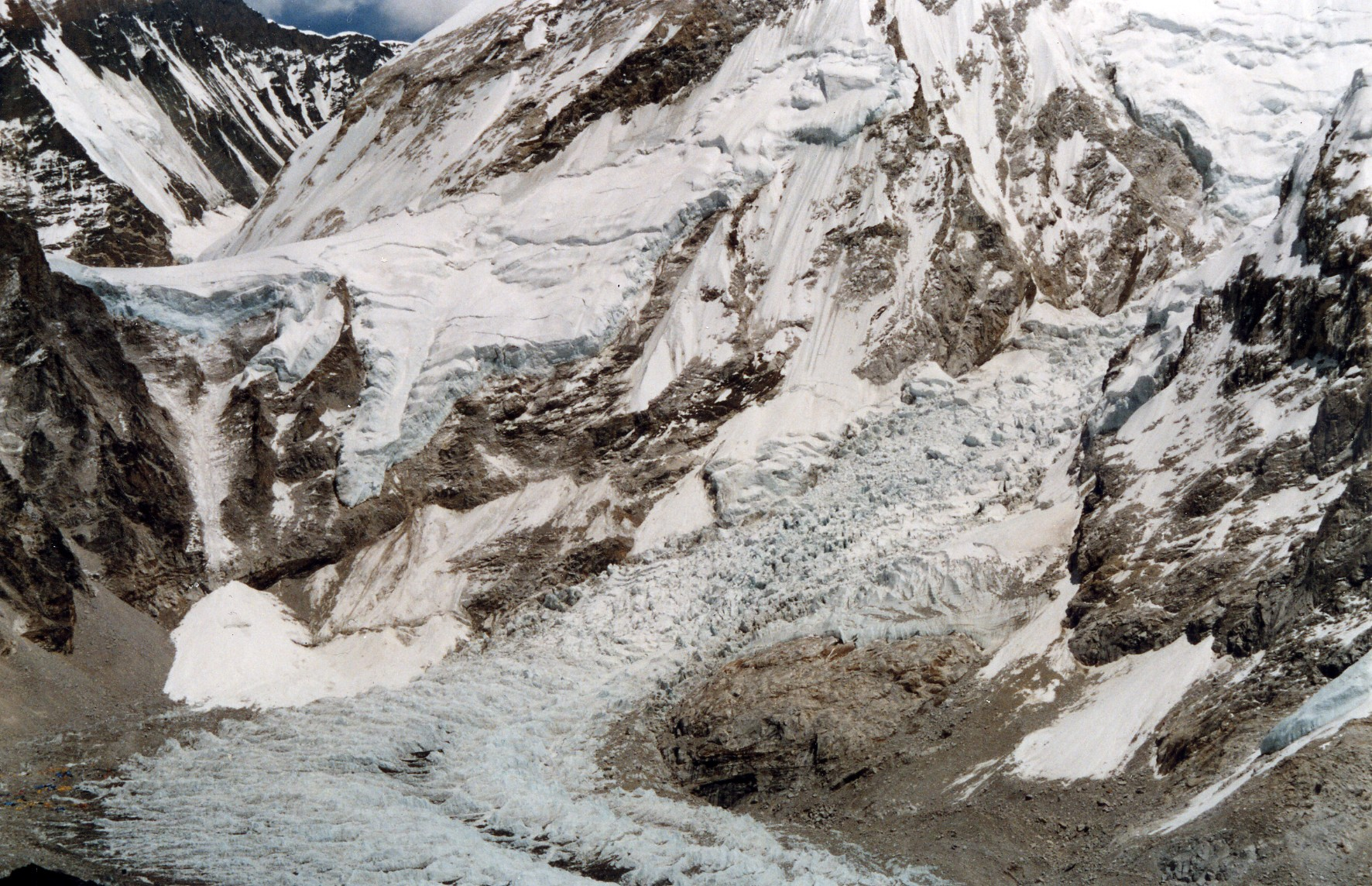
尼泊爾基地營位於左側下方，右側為昆布冰瀑
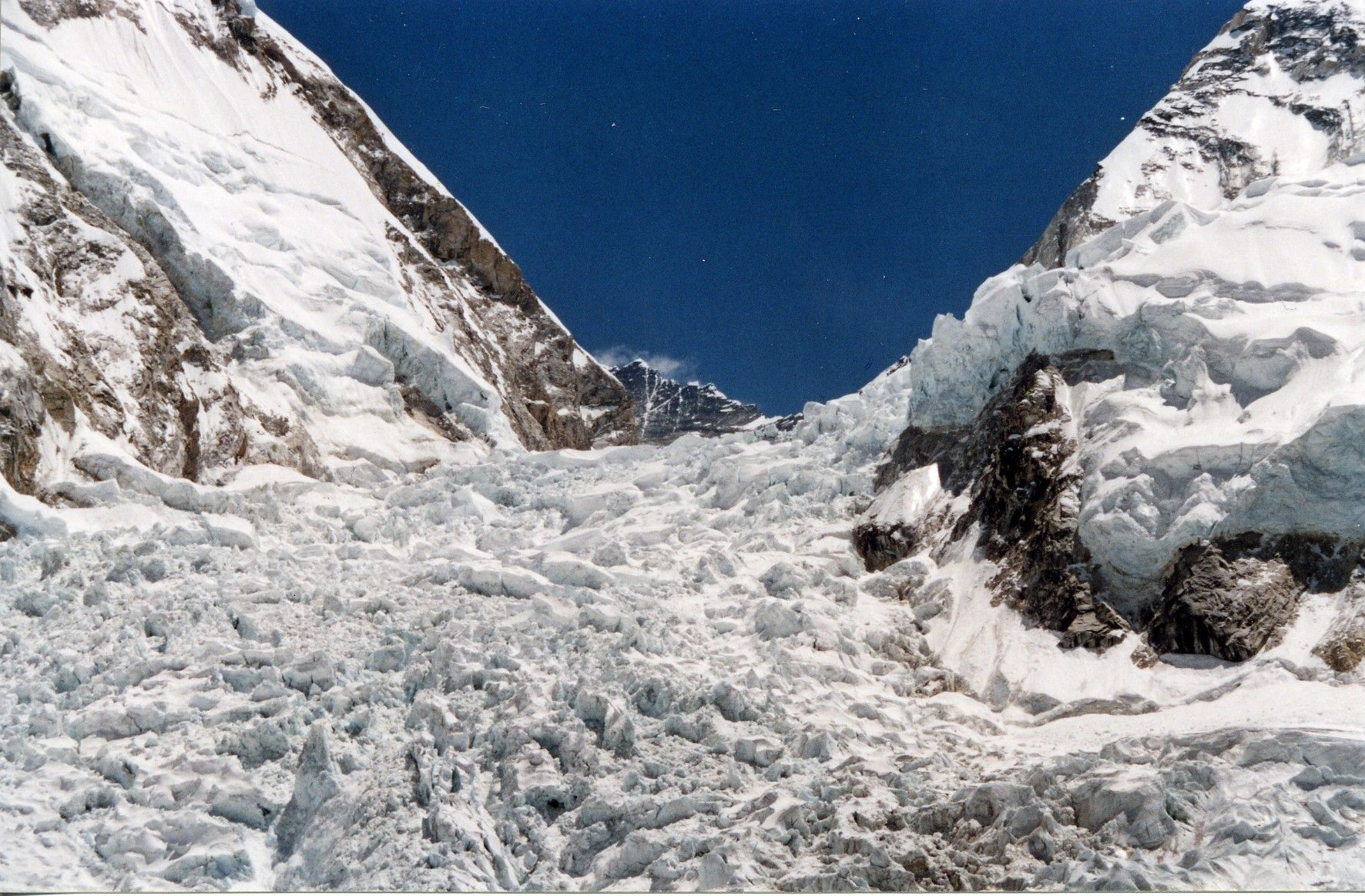
昆布冰瀑
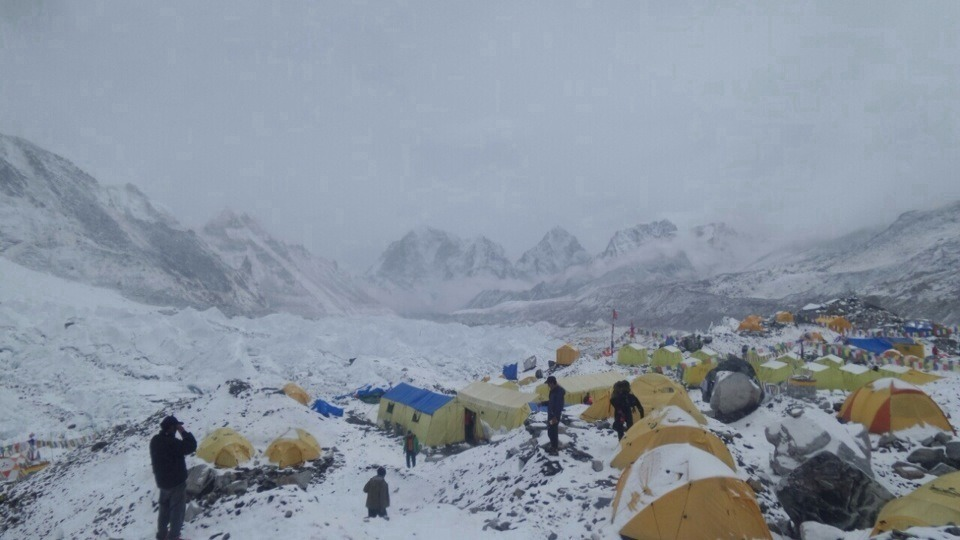
珠穆朗瑪峰基地營

## 中国境內的北側基地營
北側的珠峰大本营可從鄰近協格爾鎮的中尼公路，開車往南旅行100公里抵達。從基地營入口開始，所有旅客皆必須搭乘由政府管理的公車以進行交通管制，然後行經一段位於海拔5,200公尺山丘上的碎石路段，抵達登山客的營地。只有適應良好的旅客，才能夠從觀光客營地徒步抵達登山客的營地。基地營的「觀光客營地」位於基地營與絨布寺的半路上；真正的登山基地營則位於絨布冰川腳下。2019年，中国政府颁布了一项最新规定：基于珠峰地区的环境保护措施，觀光客營地将被撤离至绒布寺一带。旅客仍可以参观觀光客營地。
目前，国际游客想要前往北側（中國方面）的基地營，除了必須取得西藏自治區的旅遊許可外，還要得到中國政府的入藏旅游批准函。中国内地和港澳地区旅客则无需提供“入藏旅游批准函”，而是辦理邊防證，或者持有有效期内的尼泊尔签证的护照，台灣遊客則是以台胞證向「西藏自治區台辦」辦理台灣同胞進藏批准函。对于国际游客及台湾游客，這類許可必須由拉薩當地的旅行社進行旅遊安排，並必須雇用至少一名人员陪同（駕駛或嚮導）。
进入大本营前需要接受边防检查站的检查，所有人员必须出示上述证件以及身份证（大陆居民），回乡证（港澳居民），护照（国际游客）。

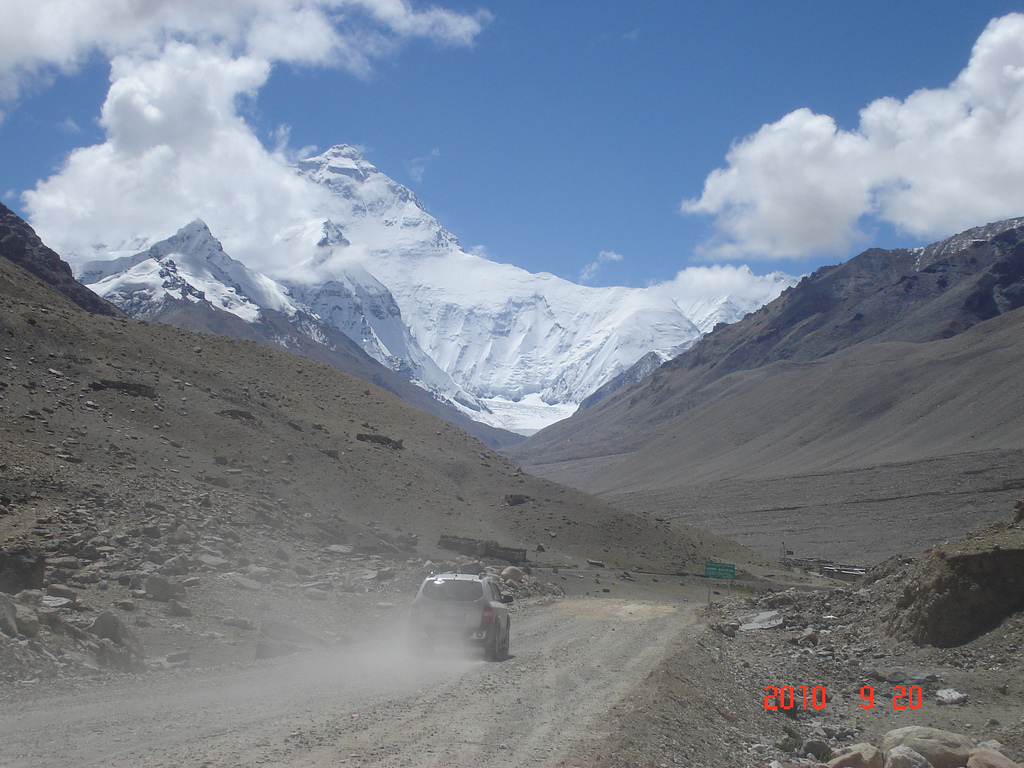
離開中尼公路後前往北側基地營的碎石路，此處可以首次見到珠穆朗瑪峰的景象。
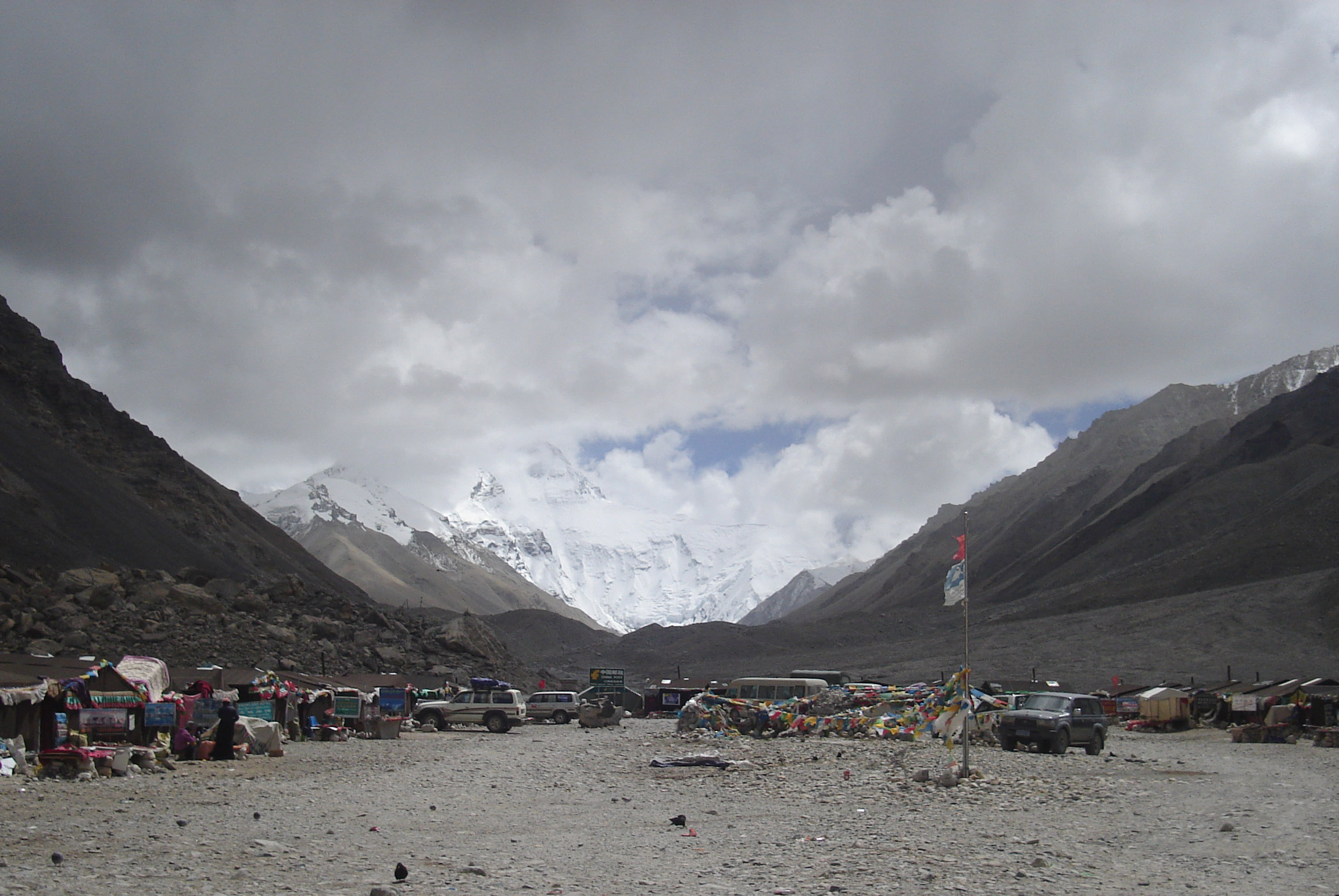
在西藏基地營中，為了旅客方便而設立的帳棚村（觀光客營地）。此為普通游客最遠可以抵達的地區。背後可見到珠穆朗瑪峰。
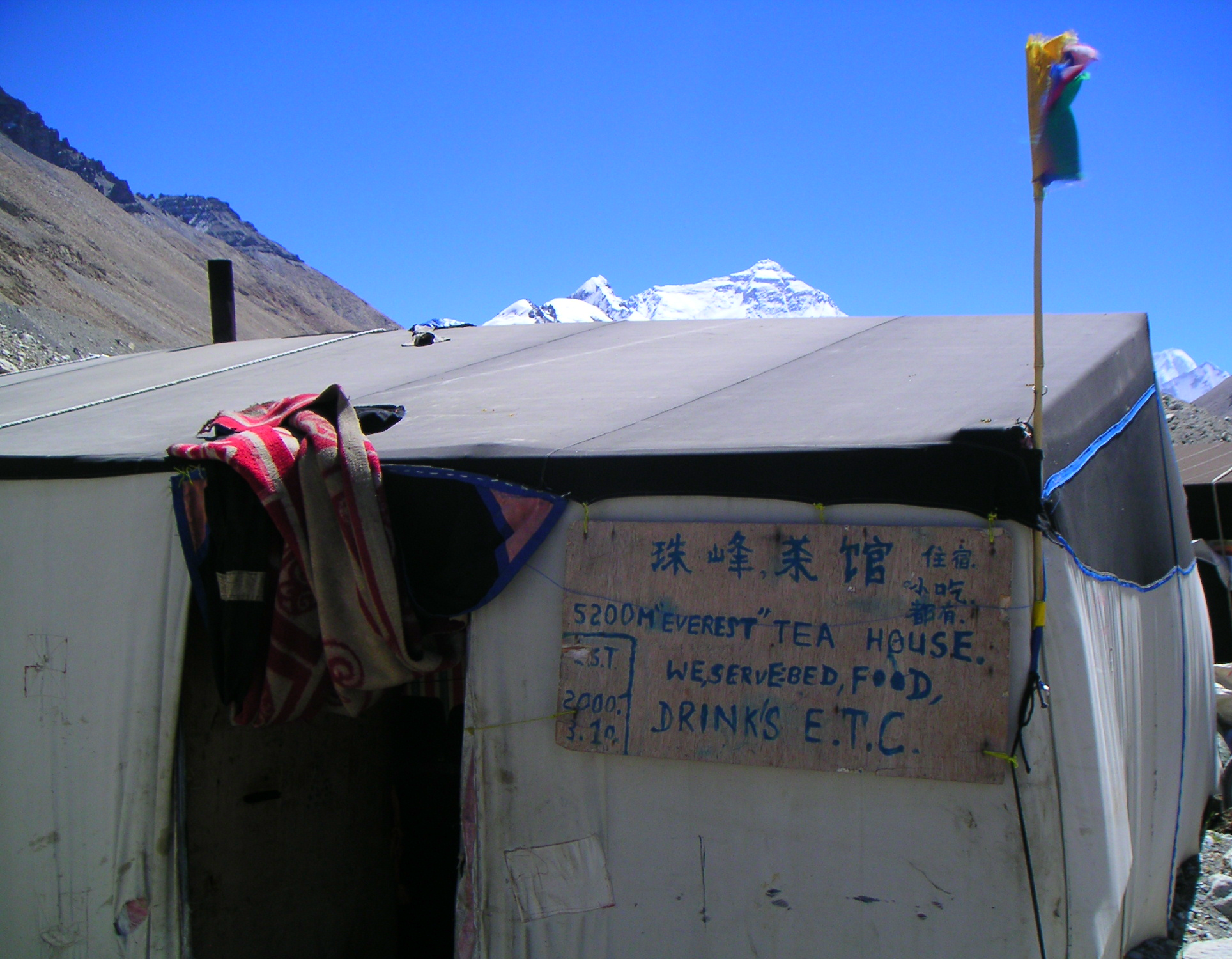
珠穆朗瑪峰北側基地營的茶館，背後可見到珠穆朗瑪峰。
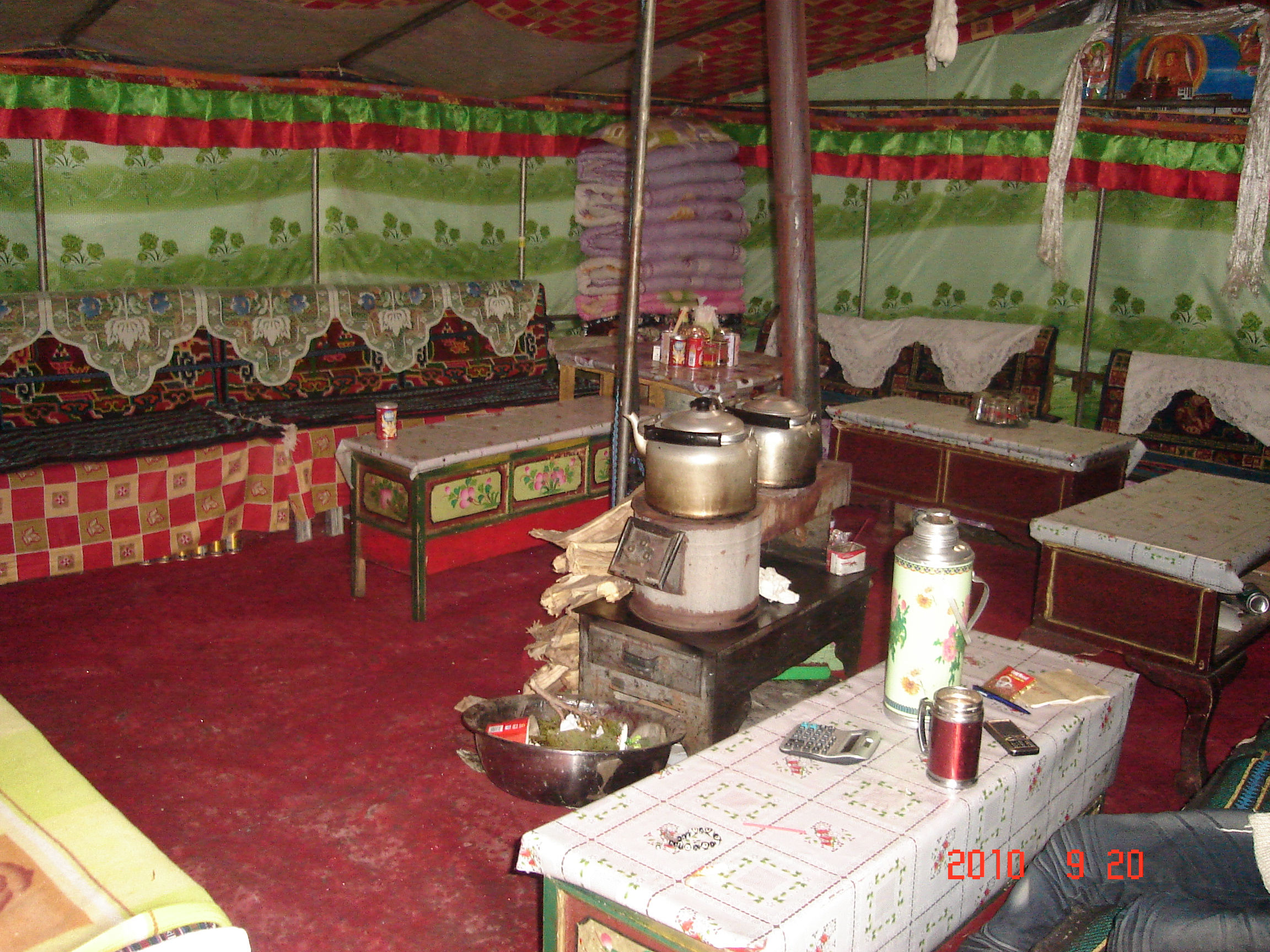
西藏基地營的茶館/旅館內部景象。
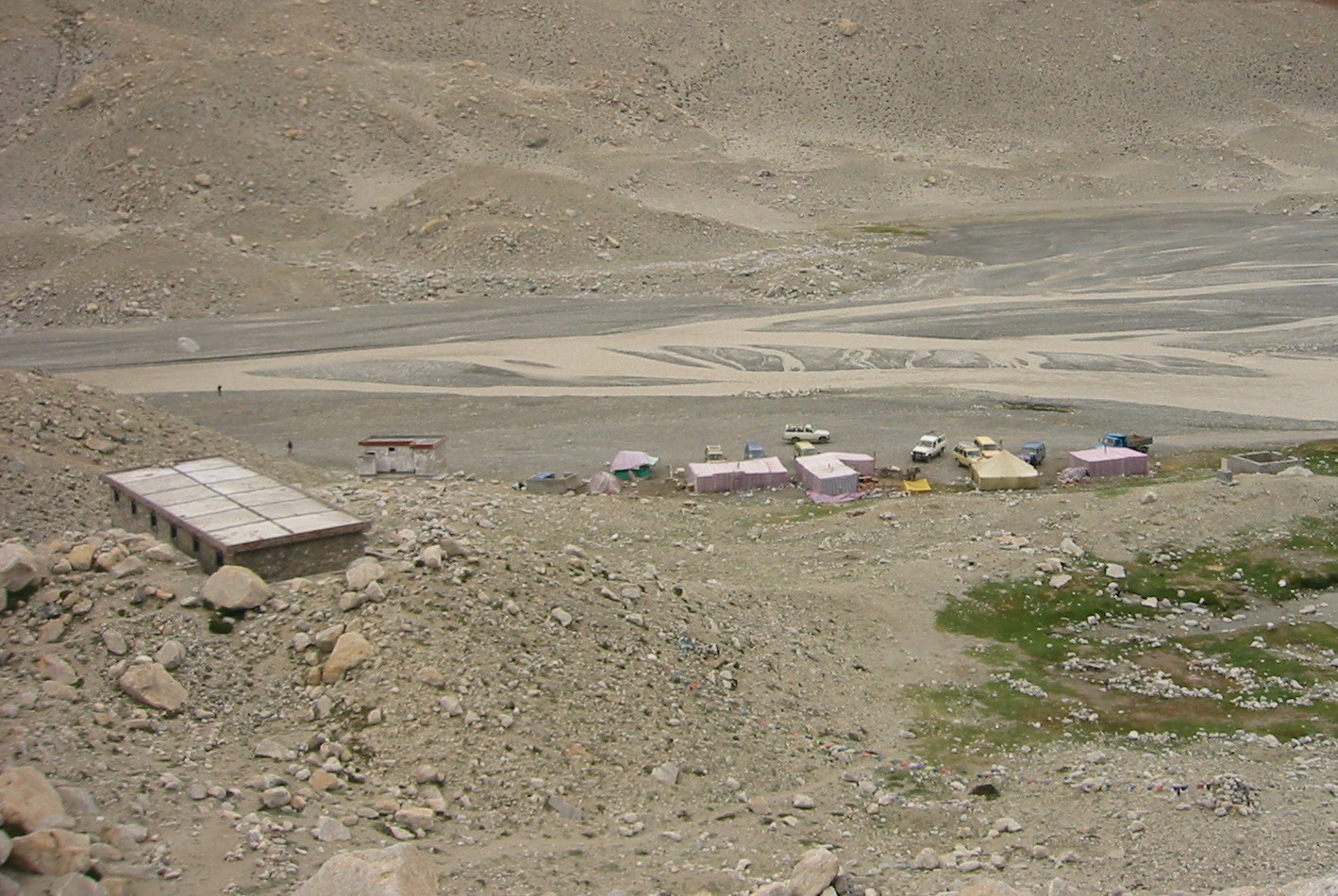
2002年8月3日從西側瞭望的北側基地營。左側的永久性建築是登山客所使用，中左側的建築物為臨時木造框架所建造的坑式廁所，右側的塑膠蓬則為其他訪客與支援人員所用。
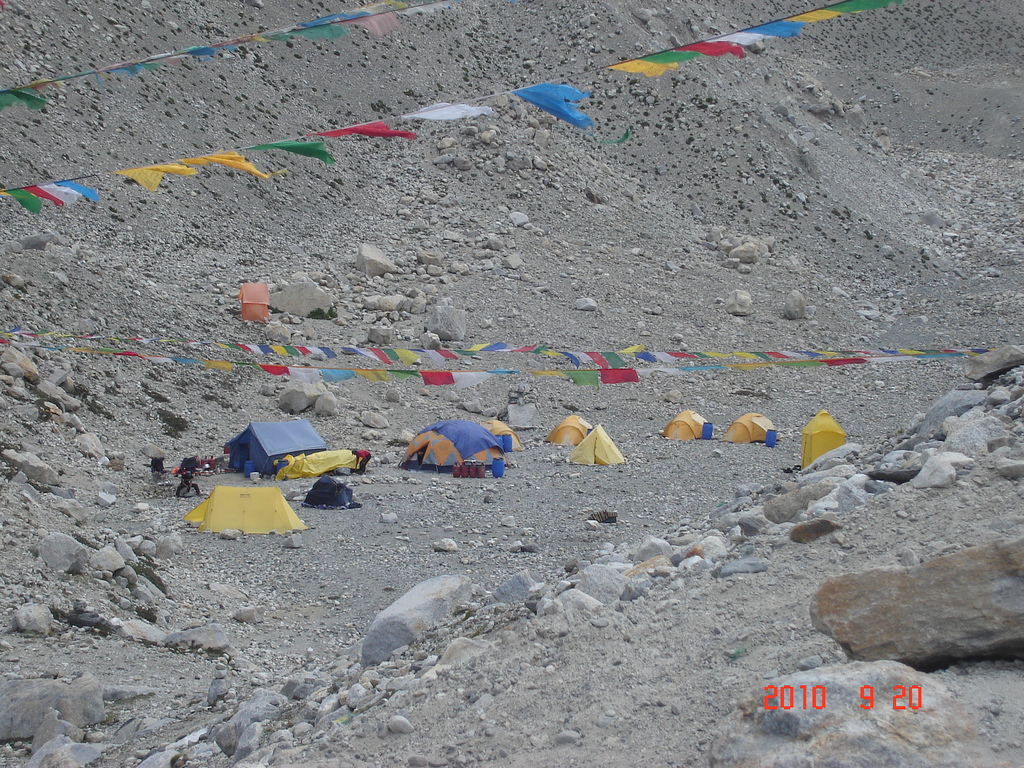
在旅客開放區域以外禁區所見的登山客帳棚。
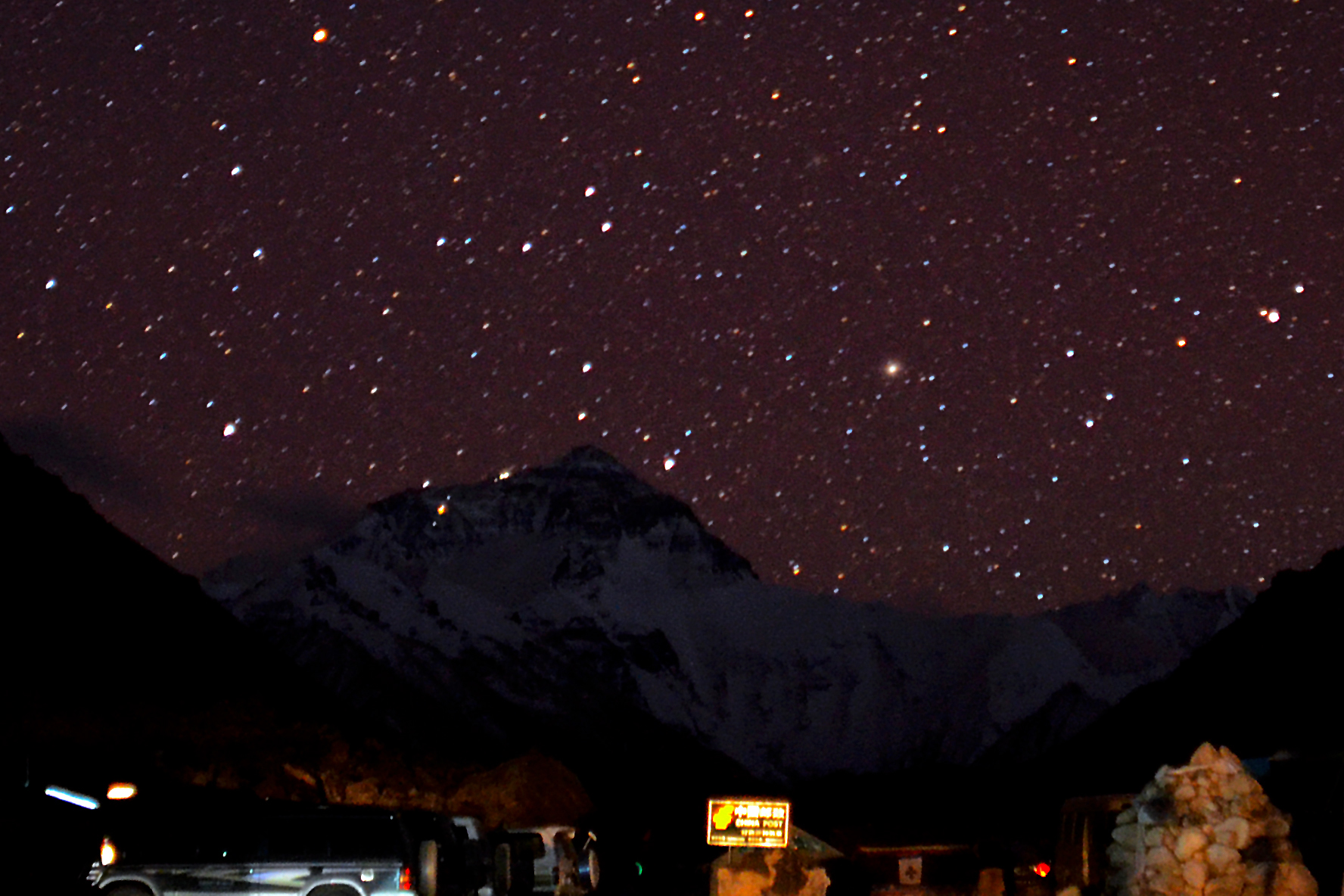
2011年5月20日，從北方的帳棚村可見到珠穆朗瑪峰北側的營地。
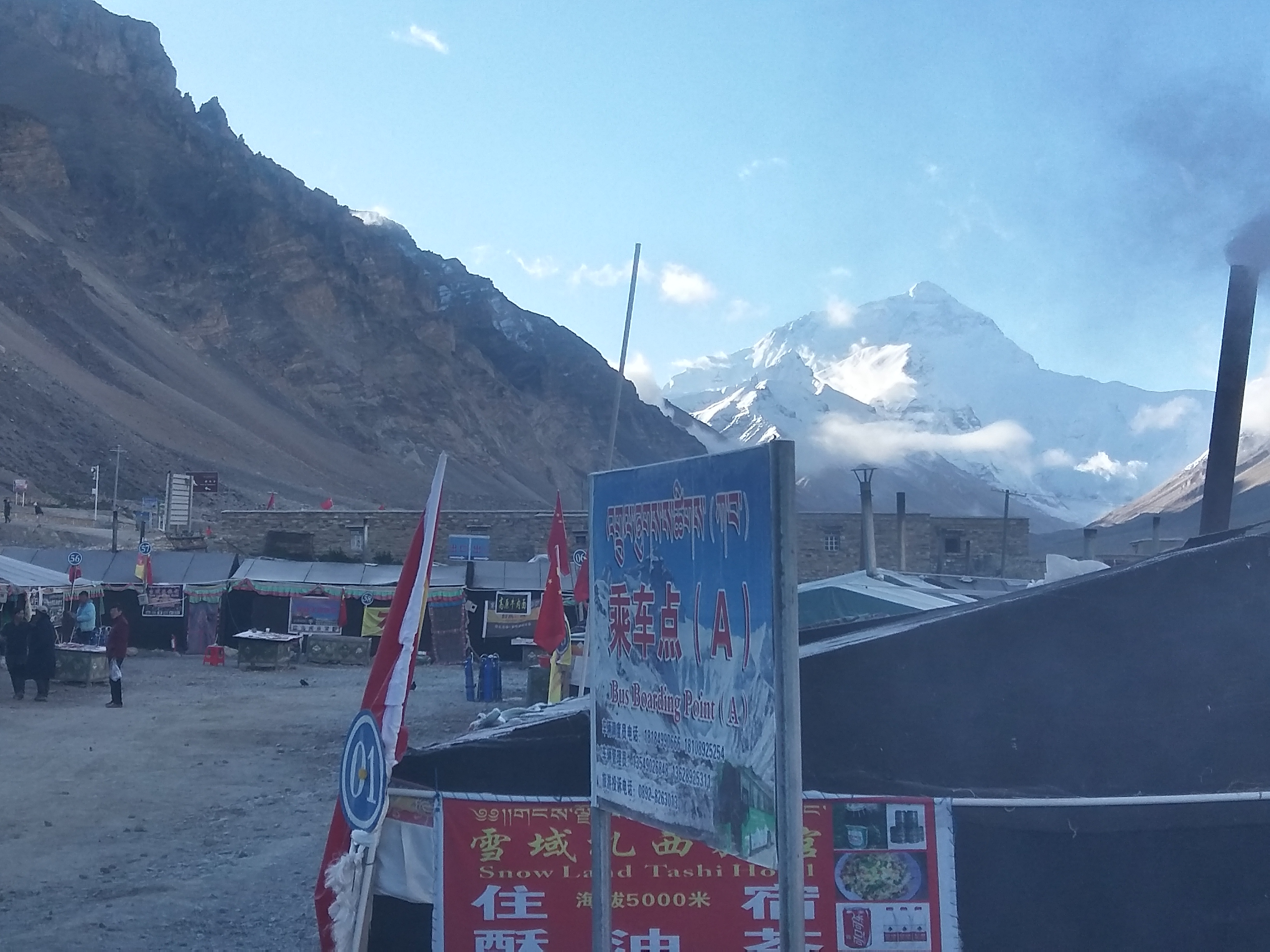
珠峰大本营

## 對外通訊
2018年以前，基地營只能使用衛星電話對外通訊。現在Everest Link公司為南側基地營提供Wi-Fi無線網絡服務。中國電信公司為北側基地營提供Wi-Fi服務。